# Rushville (Indiana)
Rushville é uma cidade localizada no estado americano de Indiana, no Condado de Rush.

## Demografia
Segundo o censo americano de 2000, a sua população era de 5995 habitantes.
Em 2006, foi estimada uma população de 5619, um decréscimo de 376 (-6.3%).

## Geografia
De acordo com o United States Census Bureau tem uma área de
5,8 km², dos quais 5,8 km² cobertos por terra e 0,0 km² cobertos por água. Rushville localiza-se a aproximadamente 299 m acima do nível do mar.

## Localidades na vizinhança
O diagrama seguinte representa as localidades num raio de 24 km ao redor de Rushville.